# Zygmunt Gorazdowski
Zygmunt Gorazdowski, född 1 november 1845 i Sanok, död 1 januari 1920 i Lwów i Polen, var en polsk katolsk präst. Han helgonförklarades den 23 oktober 2005.
Gorazdowski ägnade sig åt omfattande hjälpverksamhet i Lwów med omnejd och grundade ett flertal barnhem och härbärgen.